# مارينا سيرغول
مارينا سيرغول (من مواليد 21 يونيو 1965) هي لاعبة كرة لينة إيطالية شاركت في دورة الألعاب الأولمبية الصيفية لعام 2000.